# Emma Baszulewski
Emma Baszulewski (* 9. Juli 1904 † nach 1973) war eine deutsche Politikerin (KPD/SED).

## Leben
Baszulewski trat 1928 der KPD bei, nachdem sie zuvor der Sozialistischen Arbeiter-Jugend angehört hatte. Ferner war sie Funktionärin der Roten Hilfe Deutschlands. Nach dem Zweiten Weltkrieg gelangte sie als Vertriebene nach Holzweißig bei Bitterfeld. 1946 wurde sie bei der Landtagswahl in der Provinz Sachsen 1946  für die SED in den Landtag gewählt. Im Landtag gehörte sie dem Ausschuss für Neuaufbau und Umsiedler an. Sie war außerdem Vorsitzende des Kreistags des Landkreises Bitterfeld. 1950 wurde sie vom Ministerium für Staatssicherheit angeworben und war bis mindestens 1973 Inoffizielle Mitarbeiterin, erstattete aber offenbar keine Berichte.